# Quedius pseudolimbatus
Quedius pseudolimbatus är en skalbaggsart som beskrevs av Embrik Strand 1938. Quedius pseudolimbatus ingår i släktet Quedius, och familjen kortvingar. Arten är reproducerande i Sverige.